# Auslogics BoostSpeed
Auslogics BoostSpeed — це умовно-безкоштовний набір утиліт для тонкого налаштування і оптимізації 32-бітних та 64-розрядних операційних систем Microsoft Windows.

## Опис
Пакет утиліт Auslogics BoostSpeed надає користувачам потужні та ефективні засоби для детального налаштування системного реєстру, Інтернет-з'єднань для прискорення завантаження вебсторінок або налаштування браузерів (Internet Explorer, Mozilla Firefox, Chrome), оптимізації і профілактичних дій в операційній системі Microsoft Windows для максимальної швидкодії роботи.
До всіх інших можливостей, утиліта може звільнити вільний дисковий простір, здійснювати дефрагментацію дисків, відключити відправлення звітів про помилки, автозавантаження програм, підвищити швидкість вмикання/вимикання комп'ютера, очистити тимчасові файли або видалити їхні дублікати, надійно видалити інформацію з жорсткого диска без можливості зворотного відновлення або відновлювати випадково видалені файли з кошику (і не тільки), керувати запущеними процесами та деінсталювати встановлене програмне забезпечення, оптимізувати пам'ять.
Утиліта перевіряє систему за допомогою 50 різних тестів, до кожного з яких надає добре документований радник для отримання кращої ефективності та стабільності.

## Інструменти
Основні інструменти
Основна функція програми полягає в пошуку і видаленні сміттєвих та шкідливих файлів. Проблеми оцінюються за трьома категоріями: сміттєві файли, проблеми стабільності, проблеми швидкості.
Додаткові інструменти
- Disk Defrag — дефрагментація файлів на дисках для прискорення доступу до них.
- Registry Cleaner — очищення системного реєстру від сміттєвих записів, таких як хибні ярлики.
- Registry Defrag — дефрагментація реєстру для прискорення доступу до нього.
- Tweak Manager — тонке налаштування системи та окремих програм на кшталт візуальних ефектів, додавання пунктів контекстного меню, задання реакції системи на помилки.
- Uninstall Manager — альтернативне стандартному системному видалення встановлених програм.
- Startup Manager — контроль автоматичного завантаження програм при запуску системи.
- Service Manager — контроль за службами, вимкнення непотрібних.
- File Recovery — відновлення файлів, видалених випадково або внаслідок вірусних атак.
- File Shredder — цілковите видалення файлів без можливості їхнього відновлення.
- Duplicate File Finder — пошук дублікатів файлів і їхнє видалення.
- Free Space Wiper — очищення вільного простору дисків від слідів видалених файлів.
- Disk Explorer — докладний аналіз дискового простору, який займають папки і файли.
- Internet optimizer — оптимізація швидкості Інтернет-з'єднання.
- Task Manager — альтернативний системному диспетчер завдань, контроль активних завдань, вимкнення непотрібних для економії ресурсів.
- Browser Care — керування доповненнями до веббраузерів.
- System Info — докладна інформація про операційну систему, обладнання ПК.
- Disk Doctor — перевірка дисків на наявність помилок і їхнє виправлення.
- Windows Slimmer — вимкнення невикористовуваних компонентів, функцій, файлів Windows.
- Locked Files Manager — надання змоги видаляти чи переміщувати захищені файли.

Розширені можливості
- Real Time Speedup — слідкування за системою і оптимізація її роботи в реальному часі.
- Browser Cleanup — налаштування популярних веббраузерів з єдиного вікна.
- Win 10 Tweaker — тонке налаштування вигляду і функцій Windows 10[1].